# Dolné Lefantovce
Dolné Lefantovce (in ungherese Alsóelefánt, in tedesco Unter-Elefant) è un comune della Slovacchia facente parte del distretto di Nitra, nella regione omonima.